# Garry Monk
Pour les articles homonymes, voir Monk (homonymie).
Garry Alan Monk, né le 6 mars 1979 à Bedford, est un footballeur anglais reconverti en tant qu'entraîneur.

## Carrière

### Carrière de joueur
Garry Monk commence sa carrière de footballeur au sein du club de Torquay United en 1995 ou il fait cinq apparitions lors de l'exercice 1995-1996. La saison suivante, Monk rejoint Southampton qui évolue en Premier League mais en huit saisons, il ne réussit pas à s'imposer, Garry Monk retournera en prêt à Torquay suivi de Stockport County, Oxford United, Sheffield Wednesday et enfin Barnsley. Libéré par Southampton, Monk reste à Barnsley, mais il ne réussira pas à convaincre ni Guðjón Þórðarson et Paul Hart de le conserver au sein du club pour la saison 2004-05. De nouveau sans contrat, Garry Monk signe en faveur du club gallois de Swansea City dirigé par Kenny Jackett et qui se trouve engouffré en 4e division anglaise. Lors de sa première saison avec les Swans, Monk s'impose comme un titulaire indiscutable en défense centrale en jouant 39 matchs durant sa première saison avec en prime une monté en League One (3e division). Son ancien coéquipier devenu entraîneur Roberto Martínez lui confie le brassard de capitaine lors de la saison 2006-07 mais c'est deux saisons après que Swansea remporte son premier titre de la décennie en devenant Champion de D3 en 2008 puis la montée en Premier League en 2010-11.

### Carrière d'entraîneur
D'abord nommé entraîneur par intérim tout en étant joueur, Monk est nommé entraîneur de Swansea City en mai 2014. Il est licencié en décembre 2015 à la suite d'une série de mauvais résultats.
Le 2 juin 2016, il s'engage pour une saison avec Leeds United. Il démissionne le 25 mai 2017.
Le 9 juin 2017, Monk est nommé entraîneur de Middlesbrough. Il est licencié le 23 décembre suivant. Il est nommé à la tête de Birmingham City au début du mois de mars 2018 avant d'être limogé en juin 2019.
Le 6 septembre 2019, il est nommé entraîneur de Sheffield Wednesday. Il est limogé le 9 novembre 2020.

## Palmarès

### Joueur

#### En club
- Swansea City
  - Champion d'Angleterre de D3 en 2008
  - Vainqueur de la Coupe de la Ligue anglaise en 2013.

#### Distinction personnelle
- Membre de l'équipe-type de D3 anglaise en 2008.

### Entraîneur

#### Distinction personnelle
- Nommé entraîneur du mois de Premier League en août 2014.

## Statistiques d'entraîneur
| Swansea City        | 4 février 2014   | 9 décembre 2015  | 77  | 28  | 17 | 32  | 36,4 |
| Leeds United        | 2 juin 2016      | 25 mai 2017      | 53  | 25  | 11 | 17  | 47,2 |
| Middlesbrough FC    | 9 juin 2017      | 23 décembre 2017 | 26  | 12  | 5  | 9   | 46,2 |
| Birmingham City     | 4 mars 2018      | 18 juin 2019     | 59  | 19  | 20 | 20  | 32.2 |
| Sheffield Wednesday | 6 septembre 2019 | 9 novembre 2020  | 58  | 18  | 15 | 25  | 31,0 |
| Total               | Total            | Total            | 273 | 102 | 68 | 103 | 37,4 |